# Ctenochira fecula
Ctenochira fecula là một loài tò vò trong họ Ichneumonidae.